# ナイト&デイ
『ナイト&デイ』（原題: Knight and Day）は、2010年のアメリカ合衆国のアクションコメディ映画。監督はジェームズ・マンゴールド。2001年の『バニラ・スカイ』以来となるトム・クルーズとキャメロン・ディアスの共演作である。「ナイト」は「夜」ではなく「騎士」の意味で、作中に登場する老夫婦の姓である。

## ストーリー
理想の男性を追い求める平凡な女性ジューン・ヘイヴンスは、ある日、妹の結婚式に向かうためのウィチタ・ミッド・コンティエント空港でハンサムな男性、ロイ・ミラーと運命的な出会いを果たす。機内で乗務員や乗客たちに襲われたロイは、パイロットまで殺してしまい、飛行機は不時着してしまう。
ロイに一目ぼれしたジューンだったが、ロイの正体はジューンが夢に見た理想の男性どころかCIA所属の超一流のスパイであり、そのCIAから追われているのであった。カーチェイスと銃撃戦の末に、ロイはジューンをCIAから救出するが、怖くなったジューンはロイから逃げ出し、ロドニーという昔の恋人に助けを求める。そこに現れたロイは手錠でジューンを拘束し、ロドニーの足に発砲して傷を負わせ、強盗紛いのように車で連れ去る。
敵の狙いは、革命的な電池『ゼファー』。街全体や大型潜水艦の電力を補うほどの膨大な永久エネルギーを生むその電池は、無限の可能性を持っていた。ゼファーを発明したのは、高校を出たばかりのサイモンだったが、ロイの到着が遅れたために行先の暗号を残して逃亡していた。二人はサイモンが隠れ家にしていた倉庫で特殊部隊に襲われ、パニックに陥ったジューンはロイから与えられた薬により意識を失う。
ジューンが目覚めると、ロイが隠れ家として使っている無人島にいた。二人は倉庫でいったん捕まったが、ロイはジューンを連れて脱出を果たしたのだった。しかしジューンの携帯電話にかかってきた通話を探知されて、攻撃機から爆撃を受けた二人は小型ヘリで逃亡する。またしてもロイに気絶させられたジューンが目覚めるとカパール山中の列車内で、凄腕の暗殺者を撃退した二人は、ゼファーの開発者であるサイモンと合流する。
ザルツブルクに着いた一行はホテルに宿泊するが、ジューンは町に出たロイの後を追い、彼と武器商人アントニオが使者として派遣した女との密談を聴く。ロイを信じられなくなったジューンは、ロイがジューンを利用していた事実をFBIから知らされ、FBIに協力することになる。サイモンはCIAに拘束され、オーストリア警察に追われたロイは銃撃を受けて川に落ち行方不明になってしまう。
妹の結婚式に出席したジューンは、結婚祝のプレゼントにする予定だったポンティアック・GTOで、謎の場所「アマポーラ」に向かう。そこには二度も高額懸賞に当たったという裕福な老夫婦がいて、その家にはロイの写真があったが、その写真の主であるマシューは老夫妻の息子で、すでにクウェートの戦場で亡くなったという。
武器商人アントニオと「偽の電池」で取引しようとしたジューンだったが、拘束されセビリアに移され、自白剤を打たれる。危ないところにロイが現れ、バイクでカーチェイスをしながら銃撃戦をして、サイモンが乗せられた車を追跡する。ようやくサイモンとも合流するが、撃たれて電池を奪われる。ところがサイモンはあの電池は失敗作だったと告白し、その直後に電池を持ち去った飛行機は爆発してしまう。
その後、ロイが目覚めるとなんと短パン姿で、ジューンと一緒に南アメリカのホーン岬に行くことになる。そして、老夫婦にもホーン岬行の旅行券が届き、ハッピーエンドで終わる。

## 登場人物
ロイ・ミラー
演 - トム・クルーズ
CIA所属のスパイ。どういう状況でも軽口を叩く陽気な性格。不利な体勢で銃撃をこなし、1人で集団相手を圧倒する戦闘のプロ。場合によっては一般人にも手を出し、手段を択ばない行動をすることもある。
ジューン・ヘイヴンス
演 - キャメロン・ディアス
理想の男性を追い求める平凡な女性。亡くなった父から修理工場を継いで経営している。父が生前に作っていた車を完成させて南アメリカの最南端のケープ・ホーンまで旅するのが夢。
ジョン・フィッツジェラルド
演 - ピーター・サースガード
CIA工作員。
アントニオ・キンターナ
演 - ジョルディ・モリャ
武器商人。
イザベル・ジョージ
演 - ヴィオラ・デイヴィス
CIAの長官。スパイ担当のチーフ。ジューンをロイと二度接触した女性として連れ込む。
サイモン・フェック
演 - ポール・ダノ
CIAの工作員。高校を卒業したばかり。発明家でもある。
エイプリル・ヘイヴンス
演 - マギー・グレイス
ジューンの妹。ジューン曰く、自分が親代わりで育てた。
ロドニー
演 - マーク・ブルカス
消防士。ジューンの元恋人。ロイの起こした事件に巻き込まれ、足を撃たれてしまう。しかし、いうほどの怪我では全くなく、しかも、事件を起こしたロイに果敢に立ち向かったことが大々的に報道されて町の英雄扱いされるようになる。
ブレイセズ
演 - レニー・ロフティン
ジョンの仲間。
ベルンハルト
演 - フォーク・ヘンチェル
殺し屋。異常な生命力を持ち、包丁が左胸に刺さっても平然とする。電車内でロイたちと戦い、先述したように大怪我を負っても大丈夫だったが、はずみで窓から転落しそうになり、なんとか踏ん張るものの、対向車の電車に轢かれて遂に死亡する。
フランク・ジェンキンス
演 - デイル・ダイ
老人。応募したはずのない高額懸賞に二度当たった実績を持つ。実はロイの実父。
モリー・ナイト
演 - セリア・ウェストン
フランクの妻。実はロイの実母。

## キャスト
| 役名                       | 俳優                   | 日本語吹替   | 日本語吹替                                 |
| 役名                       | 俳優                   | 劇場公開版   | テレビ朝日版                               |
| -------------------------- | ---------------------- | ------------ | ------------------------------------------ |
| ロイ・ミラー               | トム・クルーズ         | 森川智之     | 森川智之                                   |
| ジューン・ヘイヴンス       | キャメロン・ディアス   | 水町レイコ   | 石塚理恵                                   |
| ジョン・フィッツジェラルド | ピーター・サースガード | 二又一成     | 二又一成                                   |
| アントニオ・キンターナ     | ジョルディ・モリャ     | 中村秀利     | 咲野俊介                                   |
| イザベル・ジョージ長官     | ヴィオラ・デイヴィス   | 高山佳音里   | 高山佳音里                                 |
| サイモン・フェック         | ポール・ダノ           | 平川大輔     | 平川大輔                                   |
| ベルンハルト               | フォーク・ヘンチェル   | 石川英郎     | 石川英郎                                   |
| ロドニー                   | マーク・ブルカス       | 石住昭彦     | 石住昭彦                                   |
| ブレイセズ                 | レニー・ロフティン     | 巻島康一     | 巻島康一                                   |
| エイプリル・ヘイヴンス     | マギー・グレイス       | 若原美紀     | 若原美紀                                   |
| フランク・ジェンキンス     | デイル・ダイ           | 藤本譲       | 藤本譲                                     |
| モリー・ナイト             | セリア・ウェストン     | 藤波京子     | 藤波京子                                   |
| ナオミ                     | ガル・ガドット         | 水落幸子     | 水落幸子                                   |
| エドゥアルド               | トレヴァー・ルーミス   | 前島貴志     | かぬか光明                                 |
| ウィルマー                 | ジャック・オコンネル   | 外谷勝由     | 外谷勝由                                   |
|                            |                        |              |                                            |
| 演出                       |                        | 中野洋志     | 清水洋史 （中野洋志）                      |
| 翻訳                       |                        | 松崎広幸     | 松崎広幸                                   |
| 制作                       |                        | ACクリエイト | 東北新社 （ACクリエイト）                  |
| 初回放送                   |                        |              | 2012年11月4日 『日曜洋画劇場』 21:00-23:10 |

## 製作
監督がジェームズ・マンゴールドに決定する以前は、トム・デイが候補に挙がっていた。脚本執筆には西部全米脚本家組合所属の脚本家12人以上が係わったが、最終的にクレジットされたのはパトリック・オニールのみとなった。
主演キャスト選びが難航したために製作が中々進まず、本作は「企画地獄」の状態に陥っていた。トム・クルーズとキャメロン・ディアスに決定する以前は、アダム・サンドラーに声が掛かり、『ウィチタ』（Wichita）の題で製作する計画があったが、サンドラーがオファーを断った。『ウィチタ』の企画はレボリューション・スタジオで進行し、その後ソニー・ピクチャーズに移った。ソニーはクリス・タッカーとエヴァ・メンデスのダブル主演とし、タイトルを『トラブル・マン』（Trouble Man）とする計画を立てた。タッカーとメンデスが降板した後、ディアスがソニーと契約し、次いでジェラルド・バトラーが候補に挙がったが、最終的にバトラーは同社製作の映画『バウンティー・ハンター』でジェニファー・アニストンと共演することとなった。その後、当時、『ソルト』や『ツーリスト』を含む5作品のオーディションを受けていたトム・クルーズが抜擢される。
製作スタジオのレジェンシー・エンタープライズとデューン・エンターテインメントは、トム・クルーズの出演料を通常のそれより低くすることで製作費を抑えた。『ロサンゼルス・タイムズ』によると、クルーズには通常2000万ドル以上の出演料が支払われているが、『ナイト&デイ』では1100万ドルしか受け取らなかったという。映画の総製作費は1億1700万ドル以上である。
主要撮影は2009年9月中旬にマサチューセッツ州ボストン及びブリッジウォーターで始まった。空港ターミナルの場面はウースター地域空港で撮影された。他に、スペインのセビリアやカディス、オーストリアのザルツブルク等でも行われた。
ブラック・アイド・ピーズの「サムデイ」が主題歌である。サウンドトラック盤は2010年7月9日に発売された。
また、挿入歌のひとつにダリル・ホール&ジョン・オーツのヒット曲「Private Eyes」が使われている。
20世紀フォックスは当初、2010年6月23日公開を予定していたが、他の競合作を避けるために二日遅れとなる25日に変更した。
北米向けの宣伝ポスターは「大人の映画というイメージを前面に出して『北北西に進路を取れ』のような感じにする」ために、トム・クルーズとキャメロン・ディアスの顔が写っていないシルエットのみのデザインとなった。世界向けのものは両者の顔が写ったオーソドックスなものが採用された。
フォックスは6月19日に試写会を行い、口コミによる宣伝効果を狙った。だが、『ロサンゼルス・タイムズ』は同日行ったプレリリース調査から、本作が商業的に失敗する可能性が高いと報じ、また、「クルーズとディアスでは若年層の観客を動員することが難しい」という趣旨の指摘をした。

## 評価
アメリカとカナダの公開日である2010年6月23日（水曜日）の興行収入は約380万ドルで、同日に約1300万ドルを稼いだ『トイ・ストーリー3』を下回って2位となった。公開週末3日間での興行収入は2013万9985ドルであり、『トイ・ストーリー3』（公開2週目）、Grown Upsに次いで第3位となった。これは、トム・クルーズ主演のアクション映画としては過去20年間で最低の初動成績である。本作は複数のメディアが、興行的に失敗とする。この失敗の原因はトム・クルーズの人気が落ちてきたせいであると一部メディアや評論家に分析されたが、それに対し20世紀フォックスのマーケティング責任者は「ポスターのデザインに問題があったせいであり、トム・クルーズには何ら責任はない」という趣旨のコメントをした。
Rotten Tomatoesでの評論家支持率は53%（198名中105名）に留まり、平均点は10点満点で5.6点となった。また、Metacriticでの平均スコアは、38のレビューで100点満点中46点だった。『シカゴ・サンタイムズ』のロジャー・イーバートは4つ星満点で3つ星を与えた。

## テレビ放送
| 回数 | テレビ局   | 番組名（放送枠名） | 放送日         | 放送時間      | 放送分数 | 視聴率 | 備考                               |
| ---- | ---------- | ------------------ | -------------- | ------------- | -------- | ------ | ---------------------------------- |
| 1    | テレビ朝日 | 日曜洋画劇場       | 2012年11月4日  | 21:00 - 23:10 | 130分    | 10.8%  |                                    |
| 2    | フジテレビ | 土曜プレミアム     | 2015年10月3日  | 21:00 - 23:10 | 130分    | 9.6%   |                                    |
| 3    | テレビ東京 |                    | 2019年4月1日   | 21:00 - 23:03 | 123分    |        | [ 32 ]                             |
| 4    | テレビ東京 | 午後のロードショー | 2021年1月27日  | 13:35 - 15:40 | 125分    |        |                                    |
| 5    | BS日テレ   | 土曜7時の洋画館    | 2021年12月11日 | 19:00 - 20:54 | 115分    |        |                                    |
| 6    | NHKBS      | プレミアムシネマ   | 2024年7月10日  | 13:00 - 14:51 | 111分    |        | 字幕スーパー、レターボックスサイズ |

- 視聴率はビデオリサーチ調べ、関東地区・世帯・リアルタイム。

## 備考
- エキサイティング・バージョン - 劇場公開版に8分追加したバージョン。
- 『バンバン!』(『Bang Bang!』) - 2014年にインドでリティク・ローシャンとカトリーナ・カイフ主演で製作された本作のリメイク。日本では2023年に公開。